# إينديان ليك
إينديان ليك (بالإنجليزية: Indian Lake)‏ هي مدينة أمريكية تقع في ولاية تكساس.تبلغ مساحة هذه المدينة 0.7 (كم²)،ويبلغ عدد سكانها 541 نسمة حسب إحصاء سنة 2010 م. تشير إحصاءات سنة 2000م بأن الكثافة السكانية في هذه المدينة تقدر بـ(1004.9) نسمة/كم2.

## التركيبة السكانية
حدّد مكتب تعداد الولايات المتحدة بيانات التركيبة السكانية لإينديان ليك في تعداد الولايات المتحدة. في ما يلي، التركيبة السكانية حسب تعدادي 2000 و2010.

### تعداد عام 2000
بلغ عدد سكان إينديان ليك 541 نسمة بحسب تعداد عام 2000، وبلغ عدد الأسر 229 أسرة وعدد العائلات 158 عائلة مقيمة في البلدة. في حين سجلت الكثافة السكانية 762 نسمة لكل كيلومتر مربع (1,973.6/ميل2). وبلغ عدد الوحدات السكنية 345 وحدة بمتوسط كثافة قدره 485.9 لكل كيلومتر مربع (1,258.5/ميل2).
وتوزع التركيب العرقي للبلدة بنسبة 82.81% من البيض و0.92% من الأمريكيين الأصليين و0.37% من الأمريكيين ذوي الأصول الآسيوية و0.37% من سكان جزر المحيط الهادئ و13.49% من الأعراق الأخرى و2.03% من عرقين مختلطين أو أكثر و43.07% من الهسبانيون أو اللاتينيون من أي عرق.
بلغ عدد الأسر 229 أسرة كانت نسبة 27.5% منها لديها أطفال تحت سن الثامنة عشر تعيش معهم، وبلغت نسبة الأزواج القاطنين مع بعضهم البعض 58.5% من أصل المجموع الكلي للأسر، ونسبة 7.9% من الأسر كان لديها معيلات من الإناث دون وجود شريك، بينما كانت نسبة 2.6% من الأسر لديها معيلون من الذكور دون وجود شريكة وكانت نسبة 31% من غير العائلات. تألفت نسبة 25.8% من أصل جميع الأسر من عدة أفراد يعيشون في نفس المنزل ونسبة 16.6% كانت تتألف من شخص يعيش بمفرده يبلغ من العمر 65 عاماً أو أكثر. وبلغ متوسط حجم الأسرة المعيشية 2.36، أما متوسط حجم العائلات فبلغ 2.82.
بلغ العمر الوسطي للسكان 46.3 عاماً. وكانت نسبة 22% من القاطنين تحت سن الثامنة عشر، وكانت نسبة 4.4% بين الثامنة عشر والرابعة والعشرين عاماً، ونسبة 22.4% كانت واقعةً في الفئة العمرية ما بين الخامسة والعشرين والرابعة والأربعين عاماً، ونسبة 19.8% كانت ما بين الخامسة والأربعين والرابعة والستين، ونسبة 31.4% كانت ضمن فئة الخامسة والستين عاماً فما فوق. يوجد لكل 100 أنثى 94.6 ذكر، ويوجد لكل 100 أنثى في الثامنة عشر من عمرها فما فوق 91.0 ذكر.
بلغ متوسط دخل الأسرة في البلدة 23,269 دولارًا، أما متوسط دخل العائلة فبلغ 26,563 دولارًا. وكان متوسط دخل الذكور 21,250 دولارًا مقابل 12,279 دولارًا للإناث. وسجل دخل الفرد الخاص بالبلدة 12,129 دولارًا. وكانت نسبة 13.8% من العائلات ونسبة 14.3% من السكان تحت خط الفقر، وكان من هؤلاء نسبة 16.3% تحت سن الثامنة عشر ونسبة 5.1% في الخامسة والستين من العمر وما فوق.

### تعداد عام 2010
بلغ عدد سكان إينديان ليك 640 نسمة بحسب تعداد عام 2010، وبلغ عدد الأسر 250 أسرة وعدد العائلات 175 عائلة مقيمة في البلدة. في حين سجلت الكثافة السكانية 901.4 نسمة لكل كيلومتر مربع (2,334.6/ميل2). وبلغ عدد الوحدات السكنية 337 وحدة بمتوسط كثافة قدره 474.6 لكل كيلومتر مربع (1,229.2/ميل2).
وتوزع التركيب العرقي للبلدة بنسبة 83.59% من البيض و0.47% من الأمريكيين الأفارقة و0.62% من الأمريكيين ذوي الأصول الآسيوية و14.53% من الأعراق الأخرى و0.78% من عرقين مختلطين أو أكثر و64.38% من الهسبانيون أو اللاتينيون من أي عرق.
بلغ عدد الأسر 250 أسرة كانت نسبة 36% منها لديها أطفال تحت سن الثامنة عشر تعيش معهم، وبلغت نسبة الأزواج القاطنين مع بعضهم البعض 48.8% من أصل المجموع الكلي للأسر، ونسبة 14.4% من الأسر كان لديها معيلات من الإناث دون وجود شريك، بينما كانت نسبة 6.8% من الأسر لديها معيلون من الذكور دون وجود شريكة وكانت نسبة 30% من غير العائلات. تألفت نسبة 25.2% من أصل جميع الأسر من عدة أفراد يعيشون في نفس المنزل ونسبة 12.8% كانت تتألف من شخص يعيش بمفرده يبلغ من العمر 65 عاماً أو أكثر. وبلغ متوسط حجم الأسرة المعيشية 2.56، أما متوسط حجم العائلات فبلغ 3.07.
بلغ العمر الوسطي للسكان 37.0 عاماً. وكانت نسبة 28% من القاطنين تحت سن الثامنة عشر، وكانت نسبة 7% بين الثامنة عشر والرابعة والعشرين عاماً، ونسبة 23.6% كانت واقعةً في الفئة العمرية ما بين الخامسة والعشرين والرابعة والأربعين عاماً، ونسبة 20.5% كانت ما بين الخامسة والأربعين والرابعة والستين، ونسبة 20.9% كانت ضمن فئة الخامسة والستين عاماً فما فوق. وتوزع التركيب الجنسي للسكان بنسبة 46.7% ذكور و53.3% إناث.